# Антонио де Небриха
Антонио Мартинес де Кала и Харава (шп. Antonio Martínez de Cala y Jarava; Лебриха, 1444 - Алкала де Енарес, 2. јул 1522), познатији као Антонио де Небриха, био је шпански хуманиста и лингвиста. Заузима значајно место у историји шпанског језика као аутор прве граматике шпанског језика, због чега се сматра оцем шпанске лингвистике. Био је професор реторике и граматике на Универзитету у Саламанки, а касније и на Универзитету у Алкали.

## Биографија
Антонио де Небриха рођен је у Лебрихи, севиљској провинцији. Његови родитељи били су Хуан Мартинес де Кала и Каталина де Харава и Охо. Био је други од петоро деце. Није позната тачна година његовог рођења, јер сам Небриха даје контрадикторне информације у својим делима и писмима. Општеприхваћено је да је рођен 1444. године.
Основно образовање је стекао у Лебрихи, а даље школовање је наставио на Универзитету у Саламанки. Са 19 година одлази у Италију као стипендиста Шпанске краљевске школе у Болоњи, где стиче знања из теологије, права и медицине. Инспирисан утицајима италијанског хуманизма, латинизује своје име у Aelius Antonius Nebrissensis (шп. Elio Antonio de Nebrija). Његово презиме је инспирисано латинским називом за родну Лебриху- Nebrissa Veneria.
Након повратка из Италије добија позив од Алонса де Фонеске, севиљског надбискупа, да буде његов писар и тутор његовог рођака, кога је подучавао све до надбискупове смрти. После надбискупове смрти 1473. године, враћа се на Универзитет у Саламанки, али као професор. Ради као професор поезије и реторике, а већ 1476. године постаје управник Катедре за граматику. На овој позицији потврђује своја мишљења из младости да је неопходно обновити начине предавања латинског. Тако 1481. године објављује прво своје дело Introducciones latinae, уџбеник латинске граматике и књижевности. Дело је доживело велики успех, на шта указује чињеница да је прво издање веома брзо распродато, као и бројна издања која су направљена током његовог живота и наредним вековима.
Инспирисан успехом који је постигао, Небриха сматра да је ограничен оквирима учионице, јер жели да утиче на већи број људи. Наилази на економски проблем: своју породицу је издржавао од своје професорске плате. Решење се појављује у виду кардинала Хуана де Суњиге, који му је понудио покровитељство и ослободио га предавачких обавеза. Под његовом протекцијом створио је нека од својих најзначајнијих дела. 1492. године објавио је Латинско-шпански речник (шп. Diccionario latino-español). То није био први латинско-шпански речник, али је постао значајан јер је на основу њега написао Шпанско-латински речник (шп. Vocabulario español-latino), који је објавио 1495. Он је служио као основа за друге шпанске речнике. 1492. је објавио Граматику шпанског језика (шп. Gramática de la lengua castellana), коју је посветио краљици Изабели. За разлику од Introducciones, његова граматика није доживела велики успех све до 18. века.
После објављивања својих речника, Небриха одлучује да се посвети проучавању Библије. Желео је да побољша интерпретацију Библије, угледајући се на анализу коју италијански хуманисти примењују на класична дела. 1504. године инквизиција му одузима и уништава рад. Када 1507. кардинал Сиснерос наследи Дијега Десу на месу врховног инквизитора, Небриха добија дозволу да настави свој рад. Једно време учествује у стварању полиглотске Библије, на позив кардинала Сиснероса. Услед неслагања са конзервативим сарадницима, који су одбијали његове хуманистиче идеје, вратио се на у Саламанку.
По повратку проглашен је за краљевског хроничара и поново почео да предаје реторику. 1514. године напушта Универзитет у Саламанки, након што је изгубио гласање за позицију управника катедре. Захваљујући кардиналу Сиснеросу, добија позицију на катедри за реторику на Универзитету у Алкали де Енарес, где остаје до 1522. године.
Антонио де Небриха умро је 2. јула 1522. године у Алкали де Енарес.
Трудећи се да формира потпуну слику света, Небриха је написао и превео велики број дела из теологије, права, педагогије, археологије и астрономије.

## Граматика шпанског језика
Граматика шпанског језика (шп. Gramática de la lengua castellana) објављена је 1492. године и представља прву шпанску граматику. Представља прво дело посвећено шпанском језику и његовим правилима. Сматра се првом граматиком модерног европског језика. Небриха сматра да је граматика неопходна за стварање државе. У посвети Изабели наводи да је језик инструмент царства и да ће његова граматика бити од користи када покоре народе који не причају шпански.
Граматику је поделио на четири књиге:
- Ортографија
- Прозодија и слог
- Етимологија и дикција
- Синтакса

Пета књига је посвећена предавању шпанског као страног језика.
Такође, установио је десет делове реченице: именица, заменица, глагол, партицип, предлог, прилог, узвик, везник, герунд и супин.

## Дела[1][6]
- Introductiones latinae, 1481
- Gramática de la lengua castellana, 1492
- Diccionario latino-español, 1492
- Vocabulario español-latino, ca. 1495
- Iuris civilis lexicon 1506
- Artis rhetoricae, 1515
- Reglas de ortografía española, 1517
- Reglas de ortografía en la lengua castellana, 1523